# Joseph Cates
Joseph Cates (eigentlich Joseph Katz; * 10. August 1924 in New York City; † 10. Oktober 1998 ebenda) war ein US-amerikanischer Filmregisseur sowie Fernsehproduzent.

## Leben
Während des Zweiten Weltkriegs diente er als Pilot in der Pazifik-Region. Nach dem Krieg arbeitete er zunächst in der Werbebranche.
Cates begann seine Tätigkeit im Filmgeschäft als Regisseur und Produzent gleichermaßen im Jahr 1949. Während er als Regisseur im Zeitraum der Jahre 1949 bis einschließlich 1993 neben Fernsehproduktionen auch einige Kinofilme inszenierte, lag sein Schwerpunkt als Produzent ausschließlich auf dem Fernsehen und hier vor allem bei Fernsehfilmen. Er war an mehr als 50 Produktionen beteiligt und drehte rund 20 Beiträge für Fernsehserien und -filme.
In den 1960er Jahren wandte er sich der Produktion von Broadway-Stücken zu.
1970 sowie 1972 wurde er für seine Produzententätigkeit jeweils mit einem Emmy ausgezeichnet.
Cates ist der Vater der Schauspielerin Phoebe Cates. Er hatte neben ihr noch zwei weitere Kinder. Cates war drei Mal verheiratet. Sein Bruder war Gilbert Cates (1934–2011), der auch als Regisseur und Produzent aktiv war.

## Filmografie (Auswahl)
Regisseur
- 1960: Mädchen auf Abruf (Girl of the Night)
- 1965: Who Killed Teddy Bear

Produzent
- 1983: Satan in Weiß (The Cradle Will Fall)